# بنك دبي الوطني
بنك دبي الوطني (بالإنجليزية: National Bank of Dubai)‏ هو مبنى يقع في شرق دبي في الإمارات في منطقة ديرة، وهو أحد أقسام بنك الإمارات دبي الوطني، يبلغ ارتفاع المبنى 125 متر (410 قدم) ويعتبر أعلى مبنى في الديرة، وخامس أعلى مبنى في دبي في سنة 1998. نمط البناء بني على شكل شراع سفن خور دبي والمستوحى من برج العرب.

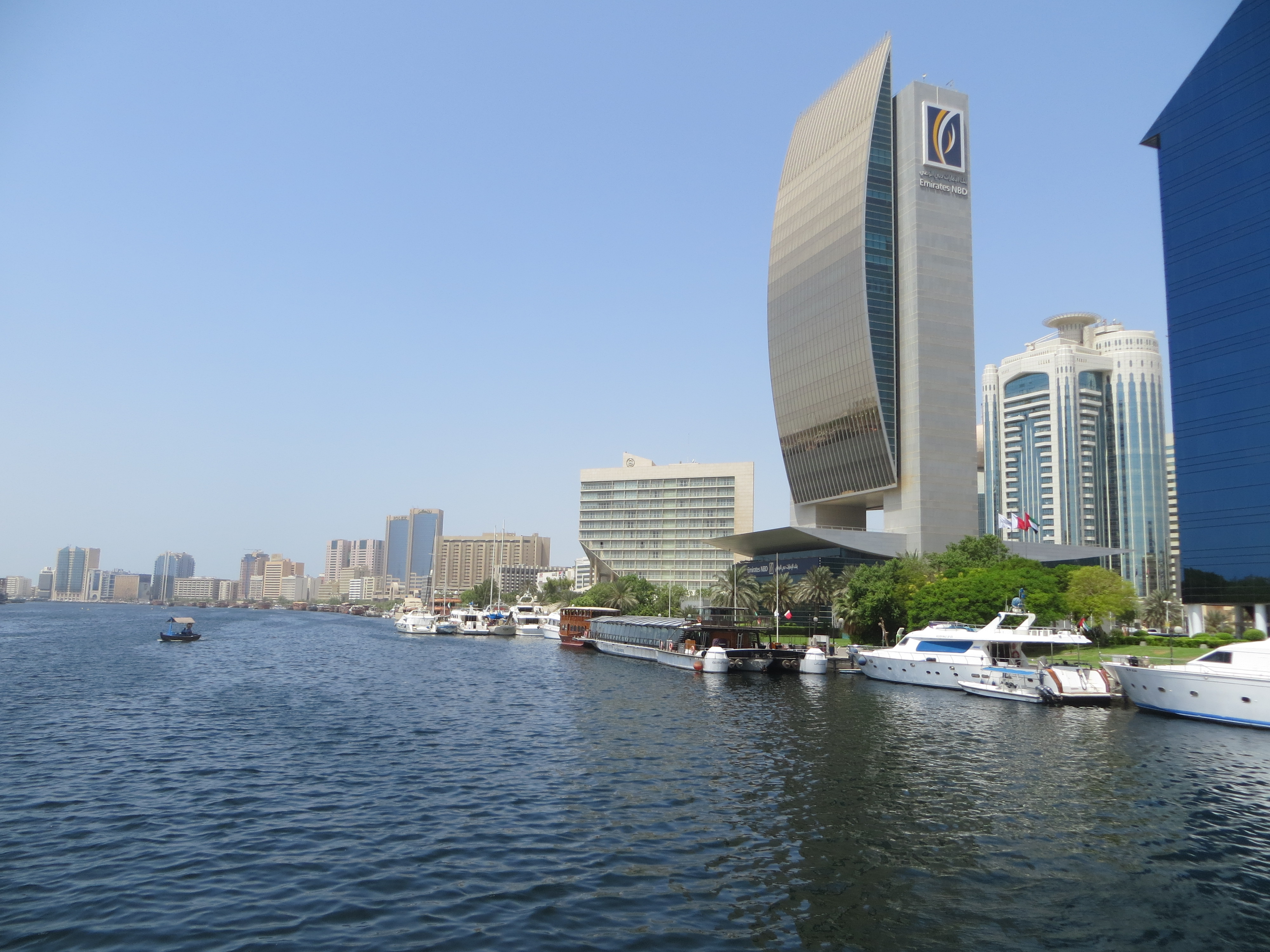
بنك دبي الوطني، 2016